# Місячно-сонячний календар
Місячно-сонячний календар — календар, в основі якого лежить періодичність видимих рухів Місяця та Сонця.
Місячний цикл дуже легко спостерігати, ми легко можемо помітити зміни його фаз, а цикл пір року — відповідний року — завершується приблизно за дванадцять місячних циклів (354 дні). Історично місячні календарі використовувалися ранніми цивілізаціями, такими як Месопотамія та Стародавній Єгипет. Однак, якщо вони є адаптованими до кочових народів, вони є проблематичними для людей, які займаються сільським господарством, через поступовий зсув, який вони представляють із сезонами, змушуючи робити регулярні коригування. Крім того, сучасне визначення періоду часу місяця приблизно в 30 днів слідує цій традиції та є наближенням місячного циклу.
Враховуючи цей зсув, багато наступних календарів стали місячно-сонячними, зокрема галльський календар Коліньї, єврейський або традиційний китайський. Їхня суть полягає в тому, щоб зіставити цикл пір року з циклом місячних місяців. Грецький астроном Метон у V столітті до н. е. помітив, що 19 сонячних років відповідають 235 місячним місяцям, щоб повернути їх у початкову фазу. Місячно-сонячні календарі є досить складними, і наступні цивілізації швидко віддадуть перевагу сонячним календарям.

## Теорія календаря
Тривалість синодичного місяця в середньому становить 29,53059 доби, а тропічного року — 365,24220. Таким чином, один тропічний рік містить 12,36827 синодичних місяців. Значить, календарний рік може складатися або з 12 (звичайний рік), або з 13 (емболісмічний рік; дав.-гр. ἐμβολή — вторгнення) календарних місяців, причому місяці в році чергуються, щоб дні місяця якнайкраще потрапляли на одні і ті ж фази Місяця. Для того, щоб середня тривалість календарного року була близька до тривалості тропічного року необхідна система вставки додаткових місяців. Для її визначення можна розкласти дробову частину тривалості тропічного року в синодичних місяцях у ланцюговий дріб:
{\displaystyle 0.36827={\frac {36827}{100000}}={\frac {1}{2+{\frac {1}{1+{\frac {1}{2+{\frac {1}{1+{\frac {1}{1+{\frac {153}{2543}}}}}}}}}}}}}.
Обриваючи цей дріб на різних стадіях, можна отримати варіанти різної точності:
{\displaystyle {\frac {1}{2}};{\frac {1}{3}};{\frac {3}{8}};{\frac {4}{11}};{\frac {7}{19}};{\frac {123}{334}};...},

де знаменник позначає кількість років у календарному циклі, а чисельник — кількість емболісмічних років у такому циклі. З давніх часів застосовуються цикли 3/8 і 7/19[джерело?].